# Rogóźno (powiat łowicki)
Rogóźno – wieś w Polsce położona w województwie łódzkim, w powiecie łowickim, w gminie Domaniewice.
| SIMC    | Nazwa              | Rodzaj    |
| ------- | ------------------ | --------- |
| 0727570 | Błota              | część wsi |
| 0727587 | Góry Rogóźnieńskie | część wsi |
| 0727593 | Kórab              | część wsi |
| 0727601 | Rogóźno Drugie     | część wsi |
| 0727618 | Rogóźno Pierwsze   | część wsi |

Wieś duchowna Rogoźno położona była w drugiej połowie XVI wieku w powiecie sochaczewskim ziemi sochaczewskiej województwa rawskiego. Była wsią klucza chruślińskiego arcybiskupów gnieźnieńskich. W latach 1975–1998 miejscowość należała administracyjnie do województwa skierniewickiego.
W pobliżu wsi znajduje się jezioro Okręt i staw Rydwan.
8 września 1939 żołnierze Wehrmachtu, po wkroczeniu do wsi, wyprowadzili z domów 4 mężczyzn i po przeprowadzeniu ich do sąsiedniej wsi Borowiny – zastrzelili.